# Sorriso Hornets
O Sorriso Hornets é um time de futebol americano da cidade de Sorriso-MT fundado em 2013.

## Títulos
| Estaduais    | Estaduais                      | Estaduais | Estaduais  |
|              | Competição                     | Títulos   | Temporada  |
| Mato Grosso  | Campeonato Mato-grossense      | 2         | 2017, 2018 |
| Centro Oeste | Conferência Centro Oeste (BFA) | 2         | 2017,2022  |
| ------------ | ------------------------------ | --------- | ---------- |